# Sciades paucus
Sciades paucus är en fiskart som först beskrevs av Kailola 2000.  Sciades paucus ingår i släktet Sciades och familjen Ariidae. Inga underarter finns listade i Catalogue of Life.